# Mirina (Eòlia)
|  | Aquest article tracta sobre la ciutat eòlica. Vegeu-ne altres significats a «Mirina (desambiguació)». |

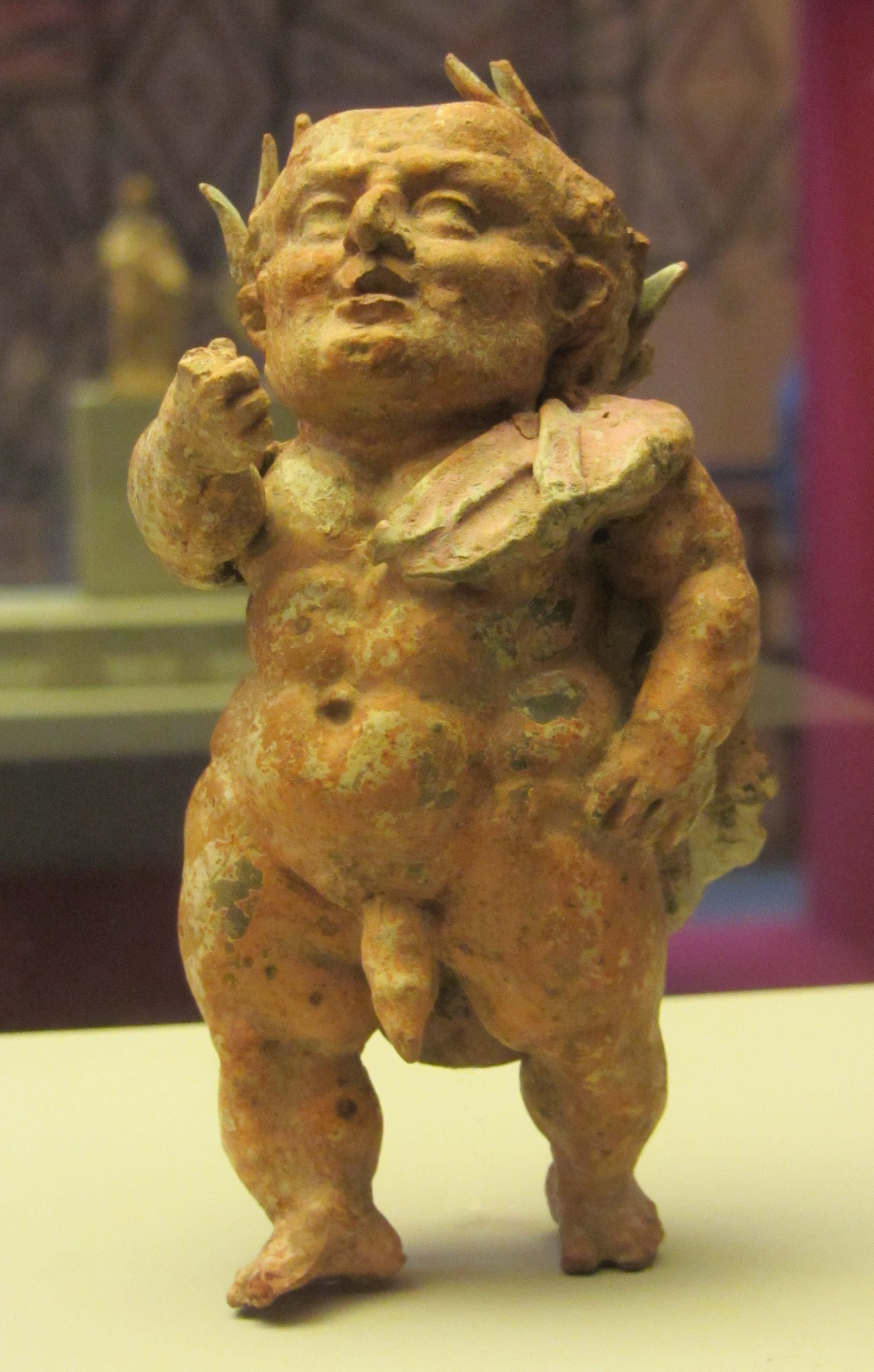
Nan grotesc de terracota,, Museu Arqueològic Nacional d'Atenes

Mirina (en grec antic: Μυρίνα, llatí: My̆rīna) era una ciutat d'Eòlia a la costa de Mísia, situada entre Grinèon i cime.
Es diu que va ser fundada per un heroi anomenat Mirinos abans que cap altra ciutat d'Eòlia segons Pomponi Mela, o potser per l'amazona Mirina, segons Estrabó i Diodor de Sicília. L'Etymologicum Magnum diu que la va fundar Mirina, filla de Creteu.
Artaxerxes II de Pèrsia la va cedir a un exiliat d'Erètria anomenat Gòngil, expulsat de la seva ciutat per afavorir els interessos de Pèrsia, juntament amb la ciutat de Grinèon.
Mirina era una ciutat fortificada amb un bon port, però bastant petita. Plini el Vell diu que en el seu temps s'anomenava també Sebastòpolis i Jordi Sincel explica que també es deia Esmirna. Va ser ocupada per Filip V de Macedònia i la va haver d'evacuar per exigència de Roma, que la va declarar ciutat lliure, segons Titus Livi i Polibi.
En temps de Tiberi, va patir un greu terratrèmol i va rebre una exempció de taxes per a recuperar-se, segons Tàcit. Altre cop es va produir un terratrèmol en temps de Trajà, i reconstruïda una altra vegada, va continuar existint fins a un període tardà. Es creu que correspon a la moderna Sandarlik.